# NGC 6953
NGC 6953 — группа звёзд в созвездии Цефей.
Этот объект входит в число перечисленных в оригинальной редакции «Нового общего каталога».